# Majhnica
Majhnica je literarni lik v istoimenski slovenski pravljici, ki jo je napisal Niko Grafenauer. Izšla je leta 1987 pri založbi Mladinska knjiga (v zbirki Deteljica) z ilustracijami Marije Lucije Stupica.

## Vsebina
Pravljice je razdeljena na pet poglavij: Tramvajčica, Majhnica v Paraloniji, Majhnica v Paradoniji, Zrcalčica in Navijalec ur. 

### Tramvajčica
Deklica se je vozila v zeleno pobarvanem tramvaju, kjer je srečala veliko nenavadnih oseb, sončnega zajčka Begajčka, Klapouhca in Slušalkarja. Ta jo je vprašal, če je Tramvajčica, in Majhnici je bilo ime tako všeč, da ni nič ugovarjala in tako je postala Tramvajčica. Med potjo je gledala skozi okno in na travi opazila veliko nenavadnih rož, med njimi modroočnico, ki je bika zelo žalostna. Ko so jo razveselili, je tramvaj speljal dalje. Prišli so do postaje, kjer so morali vsi izstopiti, saj bi se drugače izgubili v meglici.	

### Majhnica v Paraloniji
Majhnica je potovala po Paraloniji z Paraloncem - letečim loncem, ki ni govoril, ampak spuščal paro v obliki črk. Skupaj sta letela na krožniku, ki sta ga vlekla dva reaktivna lonca. Druščina se je odpravila v Paralon - glavno mesto dežele, kjer so bile govoreče hiše v obliki loncev. V mestu so izdelovali mavričaste meglice in dišave z vonji slaščic. Majhnica se je po ogledu mesta odločila, da gredo še v mesto Paradon, ki je bilo na drugem koncu dežele.

### Majhnica v Paradoniji
Majhnica je prispela v čudno mesto ogledal, letečih in govorečih klobukov ter majhnih dreves, polnih paradižnikov. V enem od številnih in raznovrstnih zrcal je Majhnica zagledala deklico Zrcalčico, ki ji je bila zelo podobna. Srečala je velik črn klobuk, kapo s ščitnikom, klobučico Milijolko ter veliko drugih klobukov. Med njimi je v mestu živel tudi novorojenček Paradudelj, njihov ljubljenec. Ta bo moral, ko bo zrasel, vsak dan nositi drug klobuk, saj tem ni všeč, če so brez glave pod sabo. Končno je sonce zašlo, nastala je tema, Majhnica pa je ostala sama in zaspala.

### Zrcalčica
V ogledalu se je prikazala Zrcalčica, budna in sama, saj je Majhnica medtem že trdno spala. Srečala je srajčico Svilenko, ki je sama tavala naokrog. Ta je Zrcalčici razkazala Plavajoče mesto, ki zaživi le, ko vse spi. Spoznala je mesečnika Mižavca in Hodajca ter veliko strahov, ki so bili zaprti v strahovnici. Strahove deklica ni mogla videti, saj jih lahko vidi le, kdor spi, lahko pa jih je razločno slišala. Zrcalčica in Svilenka sta zašli v grozovito palačo, kjer so ju obšle številne more. Ko sta že mislili, da ju bo konec, se je zdanilo. Izginili so vsi strahovi, pa tudi Svilenka in Plavajoče mesto.

### Navijalec ur
Majhnica je spoznala Navijalca ur, ki jo je popeljal v park, v deželo Uranijo. Tiktakovec, kot ga je Majhnica poimenovala, je navijal in skrbel za ure, ki so bile naravnane na dekličin čas. Srečala sta Klopotavko s trumo tiktakajočih hlebčkov, Šklepetavko in še veliko nenavadnih ur. Majhnica je zašla med nepreštevne ure, ki so tiktakale po travnikih, v grmičju, na drevesih, skratka povsod. Navijalec ur ji je podaril jabolko, ki ji bo segrelo srce, kadar bo žalostna. Pokazal ji je tudi Kraljico ur, po kateri so naravnane vse ure v Uraniji. Na koncu je deklica zagledala zeleni tramvaj, lončaste dimnike, iz katerih se je dvigal dim, sprehajalce s klobuki in kapami ter sence, ki so v snu plašile dojenčke. Videno je Majhnico spomnilo na sliko, ki jo imajo doma, in stekla po sliki v prihodnji čas.

## O liku Majhnice
Majhnica se ne odpravi na pot kot odrasli, ki pripravijo vse potrebno, se pozanimajo, načrtujejo ..., ampak se kar odpelje. Potuje z zelenim tramvajem. Nič se ne sprašuje, ne potrebuje nobenih pojasnil. Deklica se prikazuje v mnogih oblikah in obrazih (kot Zrcalčica), izginja in se spet sestavlja ... Na potovanje se ne odpravlja z namenom, ampak se poti kar prepusti. Na poti srečuje nove prijatelje, s katerimi se brez težav sporazumeva, saj govori jezik neposrednosti in srca, ki ga vsak razume.

## Analiza pripovedi
Pravljica je sestavljena z več zgodb, ki so med seboj prepletene, se navezujejo, a so vendar ločene. Majhnici je pri vsaki prigodi na začetku nekoliko tesno pri srcu, vendar tesnoba hitro izgine. Ilustracije, ki na prvi pogled prikazujejo deklico kot žalostno in nesrečno, poskušajo ujeti prav to čutenje.